# Мистерия (театр)
Мисте́рия (от лат. ministerium «церемония») — один из жанров европейского средневекового театра, основанный на религиозных сюжетах. Как правило, сюжет средневековой мистерии брался из Библии или Евангелия и разыгрывался в виде живых картин, сопровождавшихся антифонным пением. Среди сюжетов мистерий встречались такие как Сотворение, Адам и Ева, убийство Авеля и Страшный суд. С середины XV века мистерии стали наращивать объём. Часто они исполнялись вместе в циклах, которые могли длиться в течение нескольких дней. Так, в «Мистерии о Деяниях Апостолов» более 60 тысяч стихов, а её представление в Бурже в 1536 году длилось, по свидетельствам, 40 дней. В текстах мистерий нередко делались пометки, что в данном месте следует вставить фарсовую пьеску. Средневековые хроники иногда упоминают о том, что одновременно с мистерией исполнялся и фарс (например, фарс «Мельник, чью душу в ад черт уволок» шёл в 1496 году одновременно с «Мистерией о святом Мартине» и «Моралите о слепом и хромом»).
Этимология слова восходит к греческому греч. μυστήριον — «таинство, тайное священнодействие», некоторые источники предполагают происхождения слова от латинского слова ministerium, означавшего не только «церемония», но и «ремесло», поскольку мистерии нередко финансировались средневековыми ремесленными гильдиями.
История мистерий как театрального жанра по-разному сложилась в странах Европы. Если в Италии мистерия естественным образом отмерла, уступив место другим жанрам, то в ряде других стран она была запрещена во времена Контрреформации; в частности, во Франции — 17 ноября 1548 года приказом парижского парламента; в протестантской Англии в 1672 году мистерию запретил епископ Честера, а через три года запрещение повторил архиепископ Йорка. В католической Испании мистериальные представления продолжались до середины XVIII века, их сочиняли Лопе де Вега, Тирсо де Молина, Педро Кальдерон де ла Барка, и лишь в 1756 году мистерии были официально запрещены указом короля Карла III.
Попытки возрождения мистерии как театрального жанра предпринимаются с середины XX века по настоящее время. Например, образец мистерии оставил композитор Луиджи Даллапиккола («Иов», 1950).

## Происхождение
В Европе уже в V веке в церковные службы стали включать живые картины, при этом в литургические тексты стали добавляться новые фрагменты, которые придавали богослужениям характер пьес. Во Франции примерно в X веке вставленные в праздничные церковные службы (литургии) инсценировки эпизодов из Священного писания, а также парафразы библейских сюжетов стали именовать «литургическими драмами» . По мере того как литургические драмы становились все более популярными, стали появляться их «народные» формы, а к позднему средневековью стали возникать компании бродячих актёров, представлявших эти драмы на публике.
Самым известным примером ранней литургической драмы является Quem quaeritis? (по латыни — «Кого вы ищете?»), известная также как лат. Visitatio sepulchri («Посещение гробницы»), вошедшая в обиход в X веке, название возникло по первым строкам пасхальной литургии:

Interrogatio. Quem quaeritis in sepulchro, o Christicolae?
Responsio. Jesum Nazarenum crucifixum, o caelicolae.
Angeli. Non est hic; surrexit, sicut praedixerat. Ite, nuntiate quia surrexit de sepulchro

Перевод:

 Вопрос [от ангелов]: Кого вы ищете в гробнице, о последователи Христа?
 Ответ [от Марии]: Иисуса из Назарета, распятого, о небесные.
 Ангелы: Его здесь нет; он воскрес, как он и предсказывал. Идите, объявите, что он восстал из гроба.

Примитивные формы литургической драмы развивались, включая диалоги и драматические действия. Место их исполнения также постепенно смещалось из церкви в экстерьер — на церковный двор и городские рынки. Ранние представления давались на латыни, но перед представлением выступал специальный глашатай, который пересказывал его содержание на местном языке. Авторами и режиссёрами ранних литургических драм, вероятно, были монахи. Религиозная драма процветала в Европе примерно с X по XVI века.
В 1210 году, видя растущую популярность литургических драм, римский папа Иннокентий III издал буллу, запрещавшую духовенству выступать на публичной сцене. Это привело к тому, что организацией таких представлений стали заниматься городские гильдии — купцов, ремесленников и т. д., которые изменили формат представлений. Так, тексты на латыни были заменены на общедоступные тексты на родном языке, а в сюжет драм стали добавляться «светские» фрагменты, включая комические сцены, например, в Secunda Pastorum из Уэйкфилдского цикла о празднике Тела и Крови Христовых. В некоторых крупных городах Англии, таких как Йорк, представления проводились и создавались гильдиями, причем каждая гильдия брала на себя ответственность за определённый фрагмент Священного Писания. По некоторым оценкам, именно благодаря контролю гильдий ремесленников (от латинского слова ministerium, означавшего не только «церемония», но и «ремесло») произошел термин «мистерия» для обозначения этого жанра.
В некоторых местах мистерии превратились в серию пьес, посвящённых всем основным событиям в церковном календаре — от Сотворения до Судного Дня. К концу XV века в некоторых странах Европы в дни церковных праздников стали проводиться соответствующие мистерии. Иногда исполнение мистерии проходило на украшенной театрализованной повозке, служившей одновременно сценой и актёрской гримёрной, которая двигалась по городу, чтобы горожане могли познакомиться со всем репертуаром. Исполнение цикла мистерий могло занимать до двадцати часов, а иногда проходило в течение нескольких дней. Часто мистерии исполнялись во время праздника Тела и Крови Христовых (Корпус Кристи), который отмечается в четверг, следующий за Днём Святой Троицы, то есть на десятый день после Пятидесятницы и на 60-й день после Пасхи.
Тексты мистерий составлялись как профессионалами, так и любителями, в достаточно сложных стихотворных формах, часто отличаясь экстравагантными наборами «спецэффектов», но также могли включать как грубый («низкий»), так и «высокий» стиль. Даже в одном цикле мистерий могло иметь место огромное разнообразие стилей.

## Мистерии в Англии
В настоящее время существует четыре полных или почти полных сборника мистерий на английском языке, которые иногда именуют «циклами»; считается, что этот термин может указывать на взаимосвязи содержимого сборников, в реальности выраженные значительно слабее. Наиболее полным является так называемый йоркский цикл из сорока восьми мистерий; есть также уэйкфилдский цикл из тридцати двух театрализованных представлений, которые когда-то считались настоящим «циклом» мистерий, сыгранных в Уэйкфилде; N-Town Plays, известный также как Ludus Coventriae, в настоящее время признанный отредактированным сборником по меньшей мере трёх более старых, не связанных мистерий, и честерский цикл из двадцати четырёх мистерий, признанный реконструкцией средневековых мистерий, сделанной в елизаветинский период. Также сохранились две мистерии по Новому Завету ковентрийского цикла и по одной мистерии из Нориджа и Ньюкасл-апон-Тайна. Кроме того, существует мистерия XVI века о жизни Марии Магдалины, «Авраам и Исаак» и пьеса XVI века «Обращение святого Павла», происходящие из Восточной Англии. Наряду с мистериями на среднеанглийском, есть три сохранившиеся мистерии на корнском языке, известные как «Ординалия», и несколько мистерий, сохранившихся в континентальной Европе.
Существующие тексты мистерий сильно различаются по содержанию. Большинство из них содержат такие сюжеты, как падение Люцифера, сотворение и грехопадение человека, Каин и Авель, Ной и потоп, Авраам и Исаак, Рождество, воскрешение Лазаря, Страсти и Воскресение. Другие мистерии включали в себя историю Моисея, шествие Пророков, крещение Христа, искушение в пустыне, успение и коронование богоматери. В некоторых циклах мистерии финансировались недавно появившимися средневековыми ремесленными гильдиями. Например, йоркские торговцы выступили спонсорами мистерии «Конец времён», а другие гильдии представили сцены, соответствующие профилю своей деятельности: гильдия плотников — строительство Ноева ковчега, гильдия пекарей — чуда пяти хлебов и двух рыб, гильдия ювелиров — приход волхвов с подношениями золота, ладана и мирры. При этом гильдии не были спонсорами мистерий во всех городах Англии. Например, хотя в Честере некоторые мистерии были связаны с гильдиями, нет никаких подтверждений, что гильдии поддерживали цикл N-Town. Возможно, самые известные из мистерий для современных читателей и зрителей — уэйкфилдский цикл. Точно не установлено, в действительности ли эти мистерии сочинены в Уэйкфилде, но ссылка в мистерии Второе представление пастухов на район Хорбери (часть Уэйкфилда) настоятельно наводит на эту мысль. В «Лондонских могильщиках» миссис Бэзил Холмс (1897) автор утверждает, что церковь Святого Приората, расположенная рядом с Сент-Кэтрин-Кри на Лиденхолл-стрит в Лондоне, была местом проведения мистерий с X по XVI века. Проводить в ней мистерии запретил в 1542 году епископ Лондона Эдмунд Боннер.
Авторство самых известных мистерий из уэйкфилдского цикла приписывают некоему анонимному уроженцу Уэйкфилда, Йоркшир, жившему в XV веке. Историк литературы Гэйли называет этого автора «мастер Уэйкфилда» — от названия места, где он жил. Возможно, «мастер Уэйкфилда» был высокообразованным клириком или монахом из близлежащего монастыря в Вудкирке, в четырёх милях к северу от Уэйкфилда. Когда-то считалось, что этот анонимный автор написал серию из 32 мистерий (каждая из которых насчитывает около 384 строк) под названием «цикл Таунли». Каков был реальный вклад «мастера Уэйкфилда» в этот цикл, по-прежнему остаётся предметом дискуссий медиевистов. По некоторым оценкам, «мастер Уэйкфилда» написал менее десяти мистерий этого цикла. Единственный сохранившийся экземпляр рукописи уэйкфилдского цикла в настоящее время находится в библиотеке Хантингтона (Калифорния, США). Анализ текстов уэйкфилдского цикла указывает на то, что они подверглись редактированию сторонниками протестантизма — например, удалены ссылки на папу и таинства. Кроме того, 12 листов рукописи между двумя финальными мистериями вырваны из-за содержавшихся в них ссылок на католические каноны. Это убедительно свидетельствует о том, что мистерия исполнялась ещё в 1520 году, в последние годы правления короля Генриха VIII.
Самой известной мистерией уэйкфилдского цикла является «Второе представление пастухов», рождественский бурлеск с участием вора Мака и его жены Гилл, который более или менее явно сравнивает украденного ягненка со Спасителем. Популярной частью Йоркского и уэйкфилдского циклов была мистерия Сошествие Христа в ад, созданная на основе апокрифического Евангелия от Никодима.

## Мистерии в Испании
В Испании популярностью пользовалась Мистерия Эльче — литургическая драма, посвящённая Успению и Коронации Девы Марии. Она разыгрывается с времён Среденевековья до наших дней ежегодно, без каких-либо перерывов, 14 и 15 августа в базилике Санта-Мария в городе Эльче (провинция Аликанте, автономное сообщество Валенсия). Когда Тридентский собор (1545—1563) ввёл запрет на проведение театральных постановок в церквях, это создало угрозу прервать ежегодное представление мистерии, но в 1632 году папа Урбан VIII издал специальную буллу, разрешающую её проведение. В 2001 году ЮНЕСКО внесло спектакль-мистерию в городе Эльче в перечень объектов нематериального культурного наследия человечества.
Самой старой литургической драмой, написанной на испанском языке, является кодекс XII века, найденный в библиотеке собора Толедо, — Auto de los Reyes Magos, принадлежащий к рождественскому циклу. Это мистерия о библейских волхвах, которые последовали за звездой и посетили младенца Иисуса в Вифлееме. Считается, что она основана на более ранней литургической латинской драме, написанной во Франции. Помимо неё, известны такие мистерии как «Представление о рождении Господа нашего» (исп. Representación del nacimiento de Nuestro Señor) Гомеса Манрике, написанная во второй половине XV века для монастыря кармелиток Консоласьон; мистерия «Трагедия под названием Жозефина» (исп. Tragedia llamada Josephina) Мигеля де Карвахаля, Auto de las Cortes de la Muerte Карвахаля и Луиса Уртадо, обе — XV век, а также Farsa sacramental en coplas Эрнана Лопеса Янгуаса, около 1520 года. Также следует отметить создание новых мистерий, таких как постановка мистерии Обаноса (Наварра) в 1965 году.
В Каталонии имеются собственные традиции мистерий, некоторые из которых восстановлены в последнее время. Так, известно, что в 1380 году в епархии Жерона исполнялась мистерия Misteri del Martiri del molt gloriós Sant Esteve, и примерно в то же время — мистерии Бисбето в Монтсеррате. Среди последних можно отметить Victoria Christi, написанную Бартоломе Палау в XVI веке.
На каталанском языке написаны некоторые мистерии, бытовавшие в Валенсии, такие как мистерия Эльче и мистерии города Кастельон-де-ла-Плана.

## Мистерии в Италии
Имеются многочисленные примеры «sacre-rappresentazione», бытовавших на Аппенинском полуострове в XV—XVI веках. Наиболее известные: Rappresentazione di Sant’Orsola vergine et martire (неизвестный автор); La rappresentazione dei Santi Giovanni e Paolo, автор Лоренцо Медичи; Rappresentazione di San Giorgio come ferisce il drago, автор — Фео Белькари; Rappresentazione di Santa Guglielma, авторства Антония Пульчи (1452—1501), и т. д..

## Мистерии во Франции
Древние французские средневековые мистерии были написаны в основном на языке фарса (смесь латыни и народной речи). Пожалуй, самой старой из известных мистерий является «Тайна волхвов», найденная в кодексе 1060 года, который сохранился в Невере. Другими известными галльскими мистериями являются: «Безумные девы и благоразумные девы» (написана в середине XII века в Ангулеме), «Мистерия Святого Николая» (о жизни Николая Чудотворца, епископа Мир Ликийских в IV веке, автор — Жан Бодель, XII век); «Игра Адана» (написано на юге Англии или в Нормандии в конце XII века); «Чудеса Нотр-Дама» XIV века; «Тайны Ветхого Завета и Деяния Апостолов» (между XIV и XV веками).

## Мистерии в Германии
Наиболее достоверные данные имеются о мистериях о жизни Екатерины Александрийской и Доротеи Кесарийской, приблизительно XIV века. Известны также мистерии «Passionspiel» в Оберамменгау, «Osterpiel» в Вене и другие рождественские представления типа «Вейнахтпиль».

## Мистерии в России
На Руси самым известным «церковным спектаклем», который можно отнести к жанру мистерии, можно назвать «Пещное действо» (Чин воспоминания сожжения трёх отроков) — церковный чин с элементами театрализованного представления, своего рода литургическую драму, совершаемый в неделю Праотец (предпоследнее воскресение перед праздником Рождества Христова) или в Неделю святых отец (последнее воскресение перед праздником Рождества Христова) в XVI—XVII веках. Действо изображало историю чудесного спасения трёх отроков Анании, Азарии и Мисаила из огненной печи (Дан. 3:22-51). Это чинопоследование пришло на Русь предположительно из Византии, но на греческом языке. Текст чина не сохранился (кроме краткой рукописи 1457 года, содержащей только нотные тексты для клиросов). Чин воспоминания совершался в Успенском соборе Московского Кремля, а также в Великом Новгороде и в других городах, где были кафедральные соборы.
Кроме того, к жанру мистерии можно отнести некоторые театральные сочинения Симона Полоцкого и Феофана Прокоповича.

## Современные мистерии
С середины XX века в Великобритании была проведена большая работа по восстановлению и реновации средневековых мистерий. В 1951 году в рамках Фестиваля Британии были восстановлены йоркский и честерский циклы, которые до сих пор исполняются местными гильдиями. Цикл N-Town был возрождён в 1978 году как мистерии Линкольна, а в 1994 году были возрождены мистерии Личфилда (сейчас это крупнейшее общественное театральное событие в Великобритании).
В 1977 году Королевский национальный театр поручил поэту и сценаристу Тони Харрисону подготовить постановку спектакля The Mysteries, переработку уэйкфилдского цикла и других. Постановка была осуществлена в 1985 году (после чего была сделана телевизионная версия для канала Channel 4), и вновь исполнена как часть празднования тысячелетия театра в 2000 году. Постановка принесла Биллу Брайдену звание «Лучший режиссёр» по версии Evening Standard Theatre Awards, а также премию Лоренса Оливье в 1985 году, когда три пьесы впервые появились вместе в одном представлении в лондонском театре Лицеум. Постановка Харрисона была также поставлена в Шекспировском Глобусе в 2011 году под названием «Мистерии Глобуса».
В 2001 году театральная компания из Кейптауна Isango Ensemble выпустила адаптированную для Африки версию честерского цикла мистерий в лондонском Garrick Theatre под названием The Mysteries — Yiimimangaliso на смеси языков коса, зулу, английского, латыни и африкаанс. Они возродили адаптированную версию постановки в Шекспировском Глобусе в 2015 году под названием The Mysteries. В 2004 году в Кентерберийском соборе были сыграны две мистерии (одна из которых была посвящена Творению, а другая — Страстям) с актёром Эдвардом Вудвордом в роли Бога. Актёрский состав постановки также включал Даниэля МакФерсона, Томаса Джеймса Лонгли и Джозефа Макманнерса.

## Комментарии
1. ↑  Сам термин литургическая драма появился в XIX веке и не совсем точно отражает суть явления, поэтому ряд исследователей предпочитают термин церковная драма (фр. Le drame de l'eglise)
2. ↑  В качестве примера можно упомянуть о восстановлении с 2009 года «Misteri de la Llum» в городе Манреса (провинция Барселона), где рассказывается о чуде, якобы имевшем место 21 февраля 1345 года, когда свет исходил от горы Монтсеррат через старую «церковь Карме», и все колокола города звонили сами по себе, что положило конец конфликту между диоцезом Вик[исп.] и городом.